# Friedrich Bohl (Kanzler)
Friedrich Bohl, auch Bohle oder Bohlen (* 17. Mai 1601 in Mitau, Kurland; † 1658), war schwedischer Diplomat und Kanzler von Schwedisch-Pommern.

## Leben
Der Sohn des herzoglich-pommerschen Hofschneiders und Kösliner Bürgers Bohl wurde in Mitau geboren, wohin die Familie 1600 dem Herzog Friedrich von Kurland und Semgallen gefolgt war, die wegen des Polnisch-Schwedischen Krieges aber wieder nach Köslin zurückging. Nachdem er die Schule in Köslin unter dem Rektor Jacobus Volsius besucht hatte, ging er mit 18 Jahren ans Pädagogium nach Stettin, dann weiter nach Leiden und kam schließlich an die Universität Frankfurt (Oder), um Rechtswissenschaften zu studieren. Dort erlangte er die Promotion und die Erlaubnis juristische Vorlesungen zu halten.
Er wurde 1629 Sekretär des polnischen Gesandten Martin Rubaken, mit dem er nach Prag und Wien reiste. Wegen seiner dabei erwiesenen Geschicklichkeit wurde er im selben Jahr nach Stettin und 1630 nach Wien und Regensburg entsandt.  Er wurde 1631 Geheimsekretär in Stettin und im selben Jahr zum Archivar und Lehnssekretär befördert. 1640 wurde er Regierungsrat bei der schwedischen Regierung in Pommern.
Am 10. Dezember 1646 wurde er unter Beibehaltung seines Namens in den schwedischen Adelsstand erhoben und mit dem Gut Pritzlow belehnt. 1648 war er schwedischer Gouverneur in Stettin. 1652 war er Gesandter Schwedisch-Pommerns auf dem Reichstag in Regensburg. 1654 war er Kanzler der Regierung Schwedisch-Pommerns. 1656 wurde er zusammen mit dem Hofrat Bogislaus Philipp Michaelis nach Leipzig zum Kreistag des Obersächsischen Reichskreises entsandt.

## Familie
Friedrich Bohl heiratete 1630 Elisabeth Starcke (* 29. November 1619 in Köslin; † 10. August 1668 in Stettin, begraben in der Marienkirche), Tochter des Kösliner Bürgers Steffan Starcke und der Anna Micraelius. Die beiden hatten vier Söhne und drei Töchter. Der älteste Sohn Constantin (1632–1675) wurde Hofgerichtsrat beim pommerschen Hofgericht.

## Schriften
- Beschreibung der Grenze zwischen Pommern und Meklenburg. Manuskript 1650.